# Општина Нова Пропонтида
Општина Нова Пропонтида (грч. Δήμος Νέας Προποντίδας, Димос Неас Пропондидас) општина је у Грчкој. По подацима из 2021. године број становника у општини је био 34.829. Административни центар је град Нова Муданија.

## Насељена места
Општина Нова Пропонтида је формирана 1. јануара 2011. године спајањем 3 некадашњих административних јединица: Каликратија, Муданија и Триглија.
- Општинска јединица Каликратија: Нова Каликратија, Лакома, Неохораки, Нова Гонија, Нова Ираклија, Нова Силата, Родокипос, Свети Павле, Созополи.
- Општинска јединица Муданија: Нова Муданија, Дионисиу, Зографу, Муријес, Нова Потидеја, Нова Флогита, Папа Алони, Паралија Дионисиу, Портарија, Портес, Свети Мамант, Свети Пантелејмон, Симандра.
- Општинска јединица Триглија: Нова Триглија, Елеохорија, Крини, Метох, Нова Плаја, Нови Тенедос, Паралија Неас Триглијас, Петралона.

## Становништво
| 2011.  | 2021.  |
| ------ | ------ |
| 36.500 | 34.829 |